# История одной любви (фильм, 1904)
«История одной любви» (фр. Roman d'amour, 1904) — французский короткометражный художественный фильм Люсьена Нонге.

## Сюжет
Фильм состоял из следующих картин: отъезд, от работы к удовольствиям, покинута, муки голода, письмо родителям, страшное искупление, в больнице.
«Мы продали больше тысячи экземпляров», – пишет Шарль Патэ в своих мемуарах. От голой эротики кино перешло к любви; вслед за чувствами в фильмы проникла и психология.

## Художественные особенности
Это был первый случай проникновения в кино любовного сюжета; до сих пор здесь речь шла лишь о преступлениях, исторических событиях или сказках.